# Stefan Wachtel

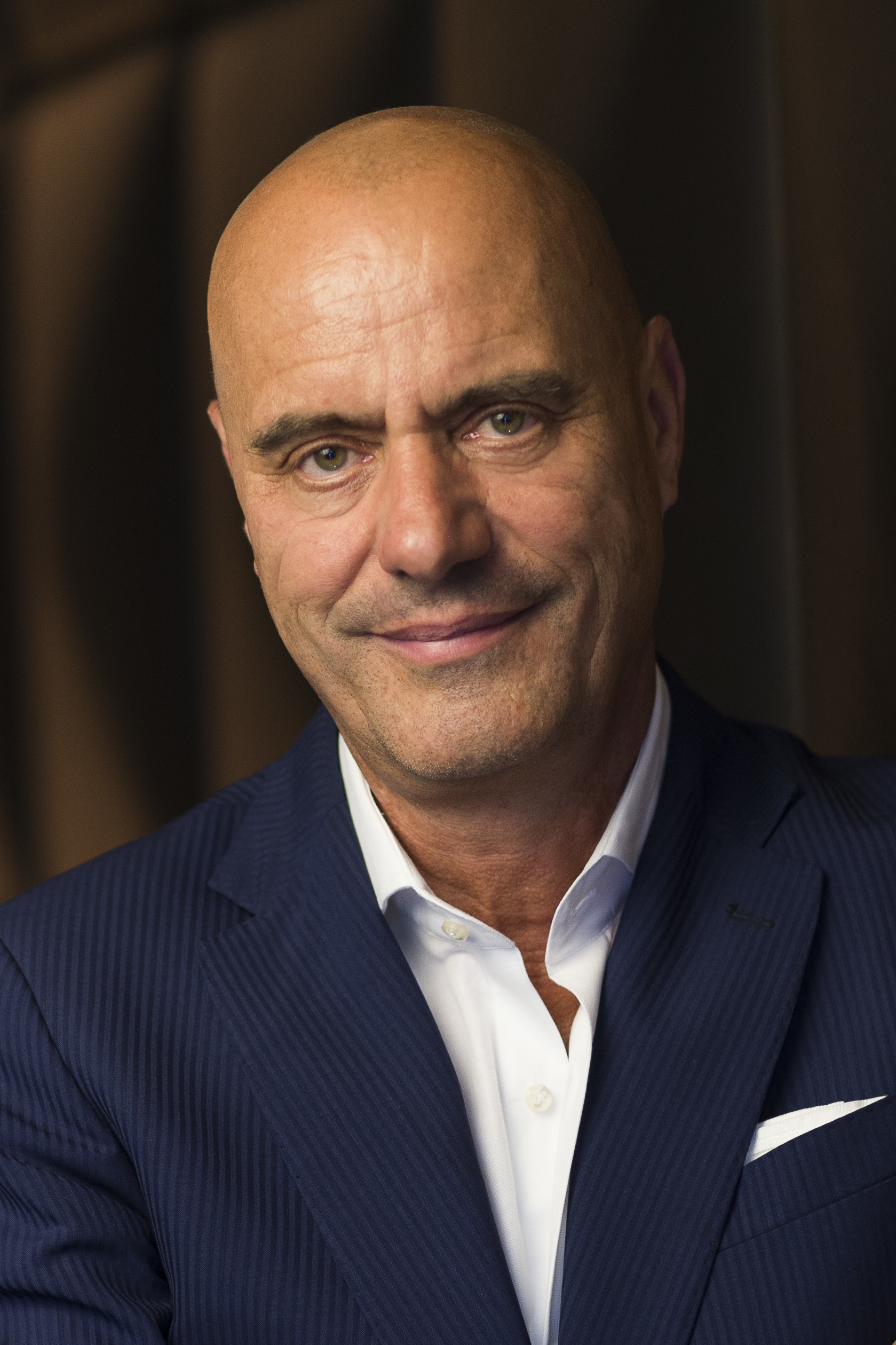
Stefan Wachtel (2016)

Stefan Wachtel (* 30. Juli 1960 in Worbis) ist ein deutscher Sprechwissenschaftler, Management-Coach und Sachbuchautor.

## Leben
Wachtel war 1980 während seines Wehrdienstes bei der NVA wegen „Staatsverleumdung“ fünf Monate im Militärgefängnis Schwedt inhaftiert, worüber er später das Gefängnistagebuch Delikt 220 veröffentlichte. Er studierte Sprechwissenschaft und Germanistik an der Universität Halle-Wittenberg. Im Sommer 1989 floh er aus der DDR in einer Nachtaktion über die ungarisch-österreichische Grenze nahe Sopron am Neusiedler See.
Anschließend lebte er in Wiesbaden. Bis 1996 bereitete er im Rahmen der Zentralen Fortbildung der Programm-Mitarbeiter, heute ARD/ZDF-Medienakademie, zusammen mit Ernst Huberty ARD- und ZDF-Moderatoren in einwöchigen Kursen auf Sendungen vor. Zudem war Wachtel Krisen-Ansagencoach für Piloten. Von 1998 bis 2021 war er mit der Autorin Sabina Wachtel verheiratet, mit der er eine Tochter hat. Er promovierte 2002 in Sprechwissenschaft an der Universität Halle bei Ursula Hirschfeld und Hellmut Geißner, zum Moderieren im Rundfunkjournalismus. Seit 2005 lebt er in Frankfurt am Main.
Wachtel bereitete mehrere TED Talks, Noah-Conference- und Digital-Life-Design-Auftritte vor. Für das Handelsblatt schrieb er als einer der „Fünf Weisen“ und analysierte 2021 die CDU-Vorsitz-Kandidaten in mehreren Interviews und vor der Bundestagswahl 2017 den SPD-Kandidaten Martin Schulz als „Der vierte authentische Kanzlerkandidat“. Er veröffentlicht Kolumnen als „Meinungsmacher“ des Manager Magazins und war Kolumnist der Bilanz. Die Süddeutsche Zeitung überschrieb ihr Porträt vom 25. Januar 2013 mit „Der Puppenspieler der Chefs“. Nach FOCUS ist er einer der „Gurus in den Chefetagen“. Wachtel ist zudem Initiator des Preises „Bester Managerauftritt“. Die Frankfurter Allgemeine Sonntagszeitung veröffentlichte am 10. Februar 2019 seinen Ansatz in einem Interview. Ebenso interviewte Gabor Steingart ihn wiederholt in dessen Podcast „Morning Briefing“. In „Der achte Tag“  skizzierte er eine moderne Redekultur nach der Corona-Krise.
Stefan Wachtel hält seit der Etablierung des Preises „Bester Managerauftritt“ die Laudatio zur Verleihung.

## Bücher
- Delikt 220. Bestimmungsort Schwedt, Gefängnistagebuch. Greifenverlag, Rudolstadt 1991, ISBN 3-7352-0247-0.
- Sprechen und Moderieren in Hörfunk und Fernsehen. 7. Auflage, UVK Verlag, Konstanz 2013 [1994], ISBN 978-3-86764-179-1.
- Schreiben fürs Hören: Trainingstexte, Regeln und Methoden. 5. Auflage, UVK Verlag, Konstanz 2013 [1997], ISBN 978-3-86764-194-4.
- Mit Martin Ordolff: Texten für TV. 4. Auflage, UVK Verlag, Konstanz 2013 [1997], ISBN 978-3-86764-144-9.
- Herausgeberschaft mit Nina Ruge: Achtung Aufnahme! Erfolgsgeheimnisse prominenter Fernsehmoderatoren. Econ Verlag, Düsseldorf 1997, ISBN 978-3-430-17872-3.
- Überzeugen vor Mikrofon und Kamera. Was Manager wissen müssen. Campus Verlag, Frankfurt/New York 1999, ISBN 978-3-593-36184-0.
- Rhetorik und Public Relations. Gerling Akademie Verlag, München 2003, ISBN 978-3-932425-58-5.
- Sei nicht authentisch! Warum klug manchmal besser ist als echt. Plassen-Verlag, Kulmbach 2014, ISBN 978-3-86470-223-5.
- Executive Modus. 12 Taktiken für mehr Führungswirkung. Hanser Verlag, München 2016, 2. überarbeitete Auflage 2017, ISBN 978-3-446-44931-2.